# Anas Zniti
Anas Zniti (Fez, 28 de outubro de 1988) é um futebolista profissional marroquino que atua como goleior.

## Carreira
Anas Zniti fez parte do elenco da Seleção Marroquina de Futebol na Campeonato Africano das Nações de 2013.